# 600-celule

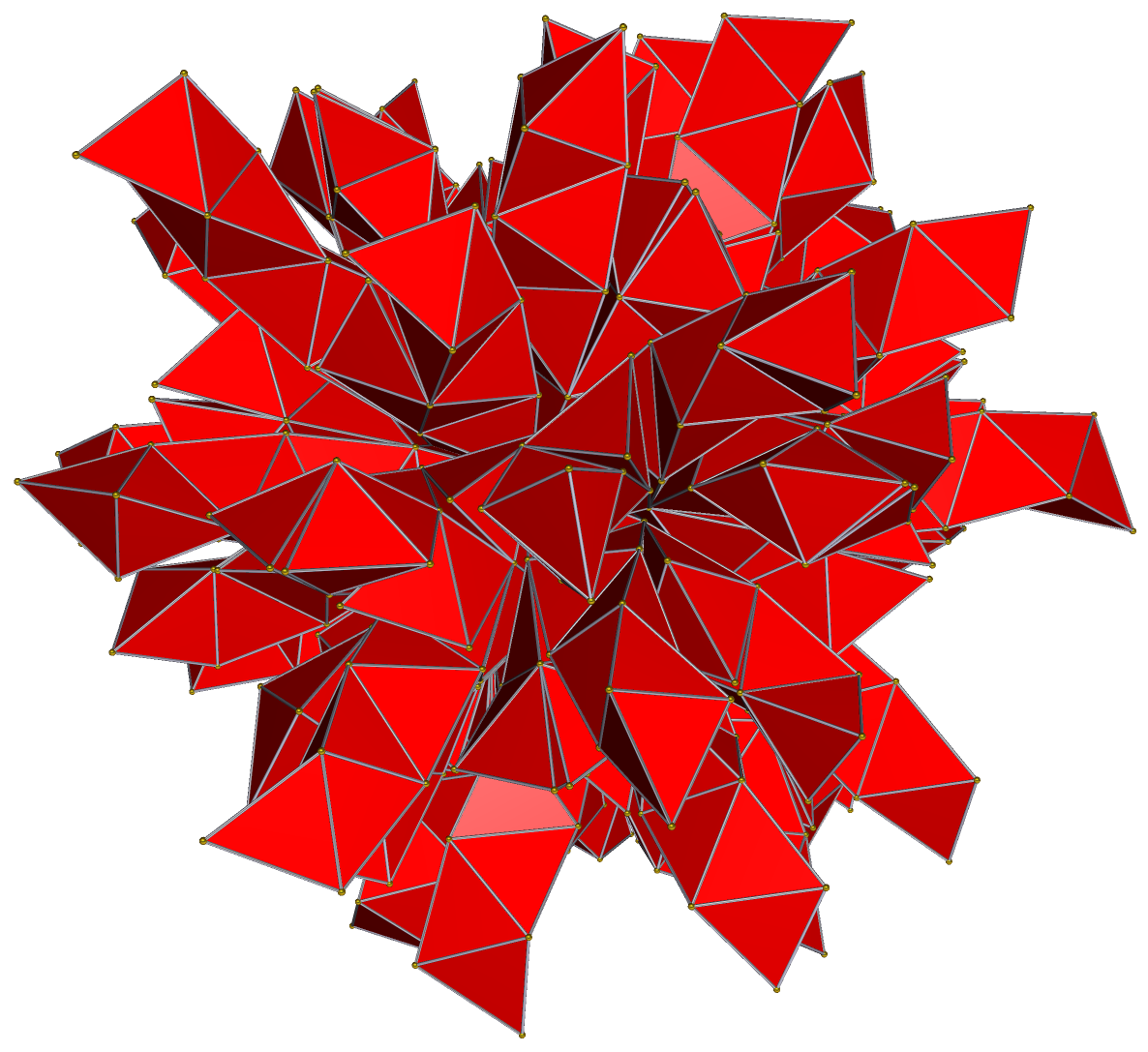
Desfășurata

În geometrie 600-celule este un obiect din spațiul cvadridimensional, unul dintre cele șase 4-politopuri convexe regulate descrise pentru prima dată de matematicianul elvețian Ludwig Schläfli la mijlocul secolului al XIX-lea. Mai este cunoscut sub numele de tetraplex (prescurtare a expresiei „complex de tetraedre”) sau C600.
Poate fi considerat analogul în 4 dimensiuni al icosaedrului regulat. Așa cum un icosaedru poate fi construit din 20 de triunghiuri, câte 5 în jurul fiecărui vârf, „tetraplexul” poate fi construit din 600 de celule tetraedrice, care se întâlnesc câte 5 în jurul fiecărei laturi și câte 20 în jurul fiecărui vârf. Împreună au 1200 de fețe triunghiulare, 720 de laturi și 120 de vârfuri. Politopul său dual este 120-celule, cu care poate forma compusul de 120-celule și 600-celule.

## Geometrie
600-celule este al cincilea din secvența de 6 politopuri regulate convexe (în ordinea mărimii și complexității) Poate fi divizat în douăzeci și cinci de figuri suprapuse ale predecesorului său imediat, 24-celule, la fel cum 24-celule poate fi divizat în trei figuri suprapuse ale predecesorului său, tesseractul (8-celule), iar 8-celule poate fi divizat în două figuri care se suprapun ale predecesorului său, 16-celule. Procedura inversă pentru a construi fiecare dintre acestea dintr-o figură a predecesorului său conservă raza predecesorului, dar produce, în general, un succesor cu o lungime a laturii mai mică. Lungimea laturii 24-celulei este egală cu raza sa, dar lungimea laturii unui 600-celule de ≈0,618 ori mai mare decât raza sa. Raza și lungimea laturii unui 600-celule în raportul secțiunii de aur.

### Coordonate

#### Coordonate carteziene pentru raza de o unitate
Vârfurile unui 600-celule cu raza de o unitate centrat în originea 4-spațiului, cu laturi de lungimea 1/φ ≈ 0,618 (unde φ = 1 + √5/2 ≈ 1,618 este secțiunea de aur), pot fi obținute după cum urmează:
8 vârfuri se obțin din:
(0, 0, 0, ±1)
prin permutarea coordonatelor, iar 16 vârfuri din:
(±1/2, ±1/2, ±1/2, ±1/2).
Restul de 96 de vârfuri se obțin din permutările pare ale:
(±φ/2, ±1/2, ±φ–1/2, 0).
De notat că primele 8 sunt vârfurile unui 16-celule, următoarele 16 sunt vârfurile unui tesseract, iar cele 24 de vârfuri împreună sunt vârfurile unui 24-celule. Restul de 96 de vârfuri sunt vârfurile unui 24-celule snub, care pot fi găsite prin divizarea în secțiunea de aur a fiecăreia dintre cele 96 de laturi ale altei 24-celule (duală față de prima) într-o manieră consistentă.
Într-un 24-celule există pătrate, hexagoane și triunghiuri care se află pe cercuri mari (în plane cuntrale prin patru sau șase vârfuri). În 600-celule există 25 de 24-celule înscrise suprapuse, fiecare pătrat fiind unic pentru câte un singur 24-celule, fiecare hexagon sau triunghi fiind comun la câte două 24-celule și fiecare vârf fiind comun la câte cinci 24-celule.

#### Coordonate sferice Hopf
În 600-celule există pentagoane și decagoane pe cercuri mari (în plane centrale, prin zece vârfuri).
Doar laturile decagonului sunt elemente vizibile ale unui 600-celule (deoarece sunt laturile unui 600-celule). Laturile celorlalte poligoane din cercurile mari sunt coarde interioare ale unui 600-celule, care nu sunt prezentate în niciuna dintre imaginile 600-celulelor din acest articol.
Datorită simetriei, prin fiecare vârf trec același număr de poligoane de fiecare fel; deci este posibil să se considere toate cele 120 de vârfuri drept intersecții ale unui set de poligoane centrale de un singur fel: decagoanele, hexagoane, pentagoane, pătrate sau triunghiuri. De exemplu, cele 120 de vârfuri pot fi văzute ca vârfurile a 15 perechi de pătrate complet ortogonale care nu au în comun niciun vârf sau ca 144 de pentagoane neortogonale dintre care câte șase se întâlnesc în fiecare vârf. Această ultimă simetrie pentagonală a unui 600-celule este cuprinsă în coordonatele Hopf (𝜉i, 𝜂, 𝜉j) dat ca:
({<10}𝜋/5, {≤5}𝜋/10, {<10}𝜋/5)
unde {<10} este permutarea celor zece cifre (0 1 2 3 4 5 6 7 8 9) iar {≤5} este permutarea celor șase cifre (0 1 2 3 4 5). Coordonatele 𝜉i și 𝜉j diferă în cele 10 vârfuri ale decagoanelor înscrise într-un cerc mare; cifrele pare și impare etichetează vârfurile celor două pentagoane înscrise în fiecare decagon dintr-un cerc mare. Coordonatele 𝜂 diferă la cele 6 decagoane neortogonale înscrise în cercuri mari, care se intersectează în fiecare vârf.

### Structură

#### Secțiuni poliedrice
Distanțele dintre vârfuri, măsurate în grade de arc pe hipersfera circumscrisă, au valorile 36° = 𝜋/5, 60° = 𝜋/3, 72° = 2𝜋/5, 90° = 𝜋/2, 108° = 3𝜋/5, 120° = 2𝜋/3, 144° = 4𝜋/5 și 180° = 𝜋. Plecând dintr-un vârf arbitrar V, la 36° și 144° se află cele 12 vârfuri ale unui icosaedru, la 60° și 120° cele 20 de vârfuri ale unui dodecaedru, la 72° și 108° cele 12 vârfuri ale unui icosaedru mai mare, la 90° cele 30 de vârfuri ale unui icosidodecaedru, iar la 180° vârful de la antipodul lui V. Acestea pot fi văzute în proiecțiile din planul Coxeter H3, având vârfurile suprapuse colorate.
Aceste secțiuni poliedrice sunt tridimensionale și toate vârfurile lor se află pe suprafața unui 600-celule. Fiecare poliedru se află în spațiul euclidian cvadridimensional ca o secțiune transversală paralelă prin 600-celule (un hiperplan). În spațiul tridimensional curbat al anvelopei unui 600-celule poliedrul înconjoară vârful V așa cum își înconjoară propriul centru. Însă centrul său se află în interiorul unui 600-celule, nu pe suprafața sa. V nu este de fapt în centrul poliedrului, deoarece este deplasat spre exterior din acel hiperplan în a patra dimensiune, la suprafața unui 600-celule. Astfel, V este apexul unei 4-piramide cu baza un poliedru.

#### Coardele dintre vârfuri

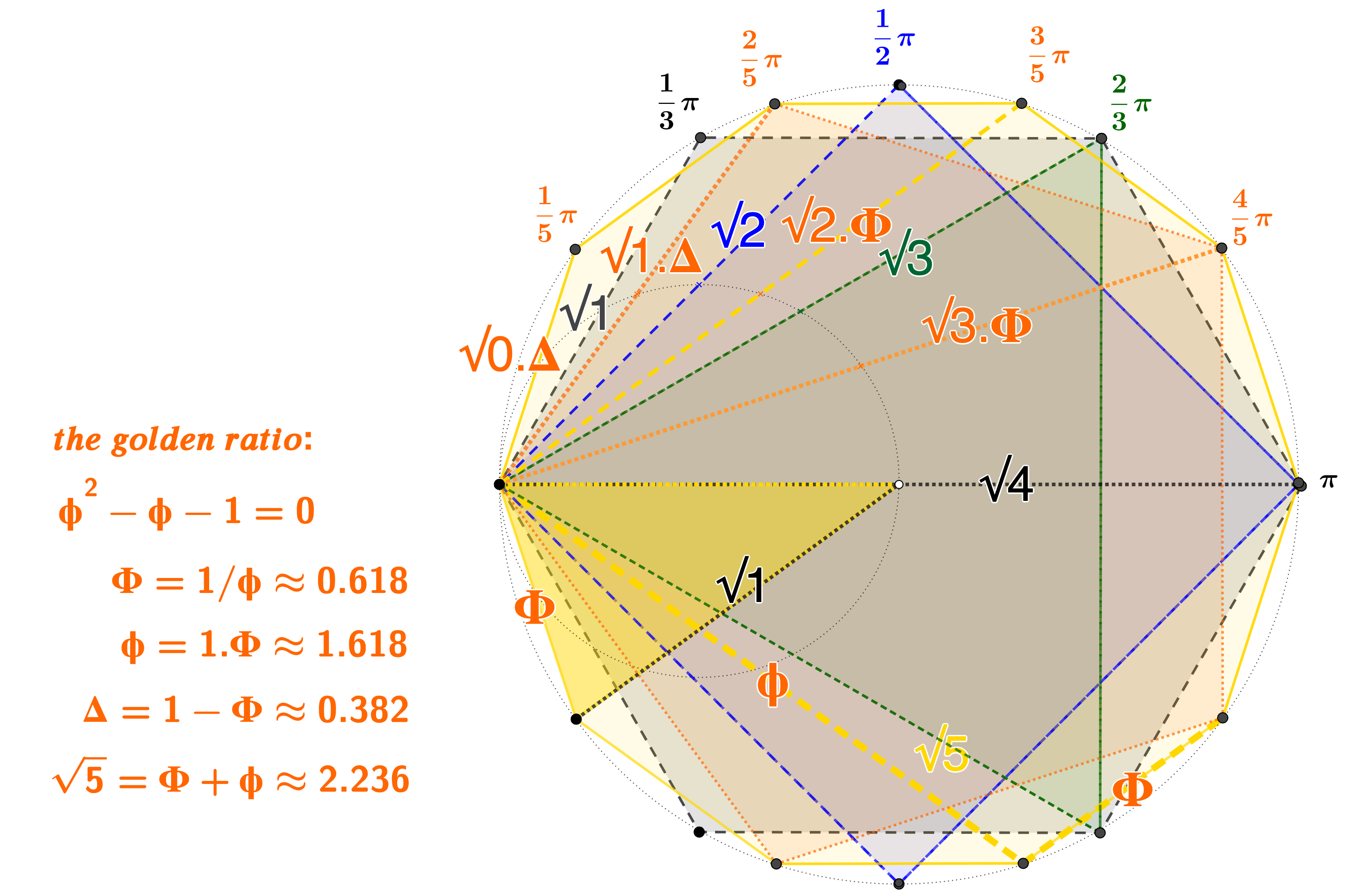
Geometria unui vârf al unui 600-celule, care prezintă cele 5 poligoane regulate înscrise de cerc mare și cele 8 lungimi ale coardelor de la vârf la vârf și unghiurile respective. Secțiunea de aur determină părțile fracționare ale oricărei alte coarde, și triunghiurile de aur radiale care se întâlnesc în centru

Cele 120 de vârfuri sunt distribuite la 8 lungimi diferite ale coardelor. Laturile și coardele unui 600-celule sunt pur și simplu laturile și coardele celor cinci poligoane înscrise în cercuri mari. În ordine crescătoare, ele au lungimile √0,𝚫, √1, √1,𝚫, √2, √2,𝚽, √3, √3,𝚽 și √4.
De observat că coardele hipercubice ale unui 24-celule (√1, √2, √3 și √4) alternează cu patru noi coarde ale 600-celulei, coarde ale decagoanelor și pentagoanelor înscrise în cercuri mari. Noile lungimi ale coardelor sunt în mod necesar rădăcini pătrate ale unor fracții, dar fracții foarte speciale, legate de secțiunea de aur

#### Geodezice
Coardele care pornesc din vârfurile unui 600-celule sunt aranjate pe cercuri mari, geodezice, de poligoane de cinci feluri: decagoane, hexagoane, pentagoane, pătrate și triunghiuri.
Laturile √0,𝚫 = 𝚽 formează 72 de decagoane regulate plate centrale, dintre care 6 se încrucișează la fiecare vârf. La fel cum icosidodecaedrul poate fi divizat în 6 decagoane centrale (60 de laturi = 6 × 10), 600-celule poate fi divizat în 72 de decagoane (720 laturi = 72 × 10). Laturile 720 √0,𝚫 împart suprafața în 1200 de fețe triunghiulare și 600 de celule tetraedrice: un 600-celule. Cele 720 de laturi apar în 360 de perechi paralele, la distanță de √3,𝚽 între ele. La fel ca în decagon și icosidodecaedru, laturile apar în triunghiuri de aur care se întâlnesc în centrul politopului.
Coardele √1 formează 200 de hexagoane centrale (25 de seturi de 16, cu fiecare hexagon în două seturi), 10 dintre care se intersectează în fiecare vârf (4 din fiecare din cele cinci 24-celule, cu fiecare hexagon în două din cele 24-celule). Fiecare set de 16 hexagoane este format din cele 96 de laturi și 24 de vârfuri ale unuia dintre cele 25 de celule înscrise suprapuse. Coardele √1 unesc vârfurile care la capetele a două laturi √0,𝚫. Fiecare coardă √1 este diagonala mare a unei perechi de celule tetraedrice lipite pe o față (o bipiramidă triunghiulară) și trece prin centrul feței comune. Deoarece există 1200 de fețe, există 1200 de coarde√1, în 600 de perechi paralele, la distanță de √3 între ele.
Coardele √1,𝚫 formează 144 de pentagoane centrale, dintre care 6 se intersectează în fiecare vârf. Coardele √1,𝚫 leagă două vârfuri din aceleași plane ca ale celor 72 de decagoane: în fiecare decagon sunt înscrise două pentagoane. Coardeșe √1,𝚫 unesc vârfurile a două laturi √0,𝚫 separate de pe un cerc mare geodezic. Cele 720 de coarde √1,𝚫 apar în 360 de perechi paralele, √2,𝚽 la distanța φ între ele.
Coardele √2 formează 450 de pătrate centrale (25 de seturi disjuncte de 18), dintre care 15 se intersectează la fiecare vârf (câte 3 din fiecare din cele 24-celule). Fiecare set de 18 pătrate este format din cele 72 de laturi √2 24 de vârfuri ale unuia dintre cele 25 de celule înscrise suprapuse. Coardele √2 unesc vârfurile care sunt separate de trei laturi √0,𝚫 (și două coarde √1). Fiecare coardă √2 este diagonala mare a unei celule octaedrice într-un singur 24-celule. Există 1800 de coarde √2, în 900 de perechi paralele, la distanța de √2 între ele.
Coardele √2,𝚽 = φ formează picioarele a 720 triunghiuri isoscele centrale (72 seturi de 10 înscrise în fiecare decagon), dintre care 6 se intersectează în fiecare vârf. Cea de-a treia latură (baza) a fiecărui triunghi isoscel are o lungime de √3.𝚽. Coardele √2,𝚽 leagă un vârf cu al treilea din aceleași planei ca a celor 72 de decagoane, unind vârfuri care sunt la trei laturi √0,𝚫 distanță pe un cerc mare geodezic. Există 720 de coarde √2,𝚽 distincte, în 360 de perechi paralele, la distanța de √1,𝚫 între ele.
Coardele √3 formează 400 de triunghiuri centrale echilaterale (25 de seturi de 32, cu fiecare triunghi în două seturi), dintre care 10 se intersectează în fiecare vârf (4 din fiecare din cele cinci 24-celule, cu fiecare triunghi în două din cele 24-celule). Fiecare set de 32 de triunghiuri este format din 96 de coarde √3 și 24 de vârfuri ale unuia dintre cele 25 de 24-celule înscrise suprapuse. Acordurile √ 3 rulează vârf-la-fiecare-secundă-vârf în aceleași plane ca cele 200 de hexagoane: în fiecare hexagon sunt inscripționate două triunghiuri. Coardele √3 unesc vârfuri care sunt separate de patru laturi √0,𝚫 (și două coarde √1 separate pe un cerc mare geodezic). Fiecare coardă √3 este diagonala mare a două celule cubice din același 24-celule. Există 1200 de coarde √3, în 600 de perechi paralele, la distanța de √1 între ele. Există 1200 de coarde √3, în 600 de perechi paralele, la distanța de √1 între ele.
Coardele √4 apar ca 60 de diametre (75 seturi de 4 axe ortogonale), adică cele 120 de raze lungi ale 600-celulei. Coardele √4 unesc vârfuri opuse care sunt la distanța de cinci laturi √0,𝚫 pe un cerc mare geodezic. Există 25 de seturi distincte, dar suprapuse, de 12 diametre, fiecare fiind în una din cele 25 de 24-celule înscrise.
Suma pătratelor lungimilor tuturor acestor coarde distincte ale 600-celulei este 14400 = 1202. Acestea sunt toate geodezice prin vârfuri, dar un 600-celule are cel puțin o altă geodezică care nu trece prin niciun vârf.

#### Anvelope de margine
600-celule „rotunjesc” cele 24-celule prin adăugarea a încă 96 de vârfuri între cele 24 de vârfuri existente ale celor 24-celule, adăugând efectiv douăzeci și patru de 24-celule suprapuse înscrise în 600-celule. Noua suprafață astfel formată este o teselare de celule mai mici, mai numeroase și fețe: tetraedre cu lungimea laturii de 1/φ ≈ 0,618 în loc de octaedre co latura de lungime 1. Acesta cuprinde laturile √1 ale celor 24-celule, care devin coarde interioare în 600-celule, la fel cu coardele √2 și √3.
Deoarece tetraedrele sunt formate din laturi ale triunghiurilor mai scurte decât octaedrele (cu un factor de 1/φ, inversul secțiunii de aur), 600-celule nu are lungimea laturilor de o unitate într-un sistem de coordonate cu raza lungă de o unitate, cum este la 24-celule și la tesseract; spre deosebire de cele două, 600-celule nu este radial echilateral. La fel ca ei, este radial triunghiular într-un mod special, dar unul în care triunghiurile de aur se întâlnesc în centru, mai degrabă decât triunghiurile echilaterale.
Anvelopa de margine a 600 de celule tetraedrice mici se înfășoară în jurul celor douăzeci și cinci de anvelope ale 24 de celule octaedrice (adăugând spațiu cvadridimensional între aceste anvelope tridimensionale). Forma acestor interstiții trebuie să fie o 4-piramidă octaedrică de un anume fel, dar în 600-celule acestea nu sunt octaedre regulate.

### Construcții
600-celule încorporează geometriile fiecărui politop regulat convex din primele patru dimensiuni, cu excepția a 5-celule, 120-celule și a poligoanelor de la {7} în sus. În consecință, există numeroase modalități de a construi sau descompune un 600-celule, dar niciuna dintre ele nu este banală. Construcția unui 600-celule de la predecesorul său regulat, al 24-celule, poate fi dificil de vizualizat.

#### Construcția Gosset
Thorold Gosset a descoperit 4-politopurile semiregulate, inclusiv 24-celule snub cu 96 de vârfuri, care se încadrează între 24-celule și 600-celule în secvența de 4-politopuri convexe cu dimensiuni și complexitate crescătoare la aceeași rază. Construcția Gosset a 600-celule din 24-celule se face în două etape, folosind 24-celule snub ca formă intermediară. În prima etapă, mai complexă, 24-celule snub este construit printr-o trunchiere snub particulară a unui 24-celule la secțiunea de aur a laturilor sale. În cea de a doua etapă, 600-celule este construit într-o manieră simplă prin adăugarea de 4-piramide (vârfuri) la fațetele 24-celulei snub.
24-celule snub este un 600-celule diminuat din care 24 de vârfuri (și grupul de 20 de celule tetraedrice din jurul fiecăruia) au fost trunchiate, lăsând o celulă icosaedrică "plată" în locul fiecărei piramide icosaedrice eliminată. 24-celule snub are astfel 24 de celule icosaedrice, iar restul de 120 de celule, tetraedrice. Al doilea pas al construcției Gosset al 600-celule este pur și simplu inversul acestei diminuări: o piramidă icosaedrică de 20 de celule tetraedrice este plasată pe fiecare celulă icosaedrică.
Construirea unui 600-celule cu raza de o unitate pornind de la precursorul său, 24-celule cu raza de o unitate prin metoda Gosset necesită de fapt trei pași. 24-celule precursor al 24-celulei snub nu are aceeași rază: este mai mare, deoarece 24-celule snub este trunchierea sa. Începând de la un 24-celule cu raza de o unitate, primul pas este de a construi dualul său canonic exterior față de sfera sa mediană: un 24-celule mai mare, deoarece 24-celule este autodual. Acel 24-celule mai mare poate fi apoi trunchiat într-un 24-celule snub cu raza de o unitate.

#### Grupuri de celule
Deoarece este atât de indirectă, construcția Gosset s-ar putea să nu ajute prea mult la vizualizarea directă a modului în care cele 600 de celule tetraedrice se potrivesc împreună într-o anvelopă tridimensională, sau cum sunt situate pe anvelopa celulelor octaedrice ale 24-celulelor. Pentru aceasta este util să se construiască 600-celule direct din grupuri de celule tetraedrice.
Multor persoane le este dificil să vizualizeze un 600-celule din exterior în spațiul cvadridimensional sau să recunoască o proiecție a unui 600-celule din cauza lipsei totale de experiență senzorială în spații cvadridimensionale, dar ar trebui să poată vizualiza anvelopa unui 600-celule din interior, deoarece volumul respectiv este un spațiu tridimensional care ar putea fi explorat.{{Sfn|Miyazaki|1990|ps=; Miyazaki showed that the surface envelope of the 600-cell can be realized architecturally in our ordinary 3-dimensional space as physical buildings (geodesic domes). (în română Miyazaki a arătat că anvelopa unui 600-celule poate fi realizată arhitectural în spațiul tridimensional a o clădire fizică (un dom geodezic). Acestă construcție a unui 600-celule din grupuri de celule, este una într-un spațiu tridimensional, deși unul ciudat: mic, închis și curbat, în care se poate merge în linie dreaptă în orice direcție pe o lungime de doar 10 laturi, ajungând din nou în punctul de plecare.

##### Icosaedre
Figura vârfului unui 600-celule este un icosaedru. Douăzeci de celule tetraedrice se întâlnesc în fiecare vârf, formând o piramidă icosaedrică al cărei apex este vârful, înconjurat de icosaedrul său de bază. 600-celule 600 are un unghi diedru de 𝜋/3 + arccos(−1/4) ≈ 164,4775°.
Un 600-celule întreg poate fi asamblat din 24 de astfel de piramide icosaedrice (lipite pe 8 din cele 20 de fețe ale icosaedrului, colorate în galben în imagine), plus 24 de grupuri de câte 5 celule tetraedrice (patru celule lipite pe fețe în jurul uneia) care umplu golurile rămase între icosaedre. Șase grupuri de 5 celule înconjoară fiecare icosaedru și șase icosaedre înconjoară fiecare grup de 5 celule. Cinci celule tetraedrice înconjoară fiecare latură a icosaedrului: două din piramida icosaedrică și trei dintr-un grup de 5 celule (dintre care una este tetraedrul central al celor cinci). Fiecare icosaedru este lipit de fiecare grup adiacent de 5 celule pe două fețe albastre care au în comun o latură (care este, de asemenea, una dintre cele șase laturi ale tetraedrului central al celor cinci).
Apexurile celor 24 de piramide icosaedrice sunt vârfurile unui 24-celule înscrise în 600-celule. Celelalte 96 de vârfuri (vârfurile icosaedrice) sunt vârfurile unui 24-celule snub, care are exact aceeași structură ca icosaedrele și tetraedrele descrise aici, cu excepția faptului că icosaedrele nu sunt 4-piramide umplute de celule tetraedrice; ele sunt doar celule icosaedrice tridimensionale „plane”.
Divizatea 600-celulei în grupuri de 20 de celule și grupuri de 5 celule este artificială, deoarece toate celulele sunt la fel. Se poate începe prin alegerea unui grup de piramide icosaedrice centrat pe orice vârf ales arbitrar. Astfel, într-un 600-celule există 120 de icosaedre suprapuse.
Colorarea icosaedrelor cu 8 fețe galbene și 12 albastre se poate face în 5 moduri diferite. Astfel, apexul fiecărei piramide icosaedrice este vârful a 5 24-celule diferite, iar cele 120 de vârfuri cuprind 25 (nu 5) de 24-celule.
Icoosaedrele sunt lipite pe fețele lor opuse în „linii drepte” geodezice, îndoite în a patra dimensiune într-un inel de 6 piramide icosaedrice. Vârfurile lor sunt vârfurile unor hexagoane înscrise în cercuri mari. Această geodezie hexagonală traversează un inel de 12 celule tetraedrice, lipite între ele alternativ față la față și vârf la vârf. Diametrul lung al fiecărei perechi de tetraedre legate pe fețe (fiecare bipiramidă triunghiulară) este o latură hexagonală (o latură a unui 24-celule).
Celulele tetraedrice sunt lipite pe fețe în elice Boerdijk–Coxeter, îndoite în a patra dimensiune în inele de 30 de celule tetraedrice. Laturile lor formează „linii drepte” geodezice de 10 laturi: decagoane înscrise în cercuri mari. Fiecare tetraedru, având șase laturi, participă la șase decagoane diferite.

##### Octaedre
Există și alt mod util de a diviza suprafața unui 600-celule, în 24 de grupuri de câte 25 de celule tetraedrice, care dezvăluie multe despre structură și o construcție directă a 600-celulei din predecesorul său, 24-celule.
Se începe cu oricare dintre grupurile de 5 celule (de mai sus) și se consideră că celula sa centrală este obiectul central al unui nou grup mai mare de celule tetraedrice. Celula centrală este prima secțiune a 600-celulei care începe cu o celulă. Înconjurându-l cu mai multe celule tetraedrice, se poate ajunge la secțiunile mai profunde începând cu o celulă.
În primul rând, de notat că un grup de 5 celule este format din 4 perechi suprapuse de tetraedre lipite (bipiramide triunghiulare) al căror diametru lung este o latură a unui 24-celule (o latură hexagonală) de lungime √1. Șase alte piramide triunghiulare umplu concavitățile de pe suprafața grupului de 5, deci coardele exterioare care leagă cele 4 vârfuri apicale ale sale sunt, de asemenea, laturi ale 24-celulelor, de lungime √1. Ele formează un tetraedru cu lungimea laturii √1, care este a doua secțiune a 600-celulei începând cu o celulă. Într-un 600-celule există 600 de astfel de secțiuni tetraedrice √1.
Cu cele șase bipiramide triunghiulare din concavități există 12 celule și 6 vârfuri noi, în plus față de cele 5 celule și 8 vârfuri ale grupului original. Cele 6 noi vârfuri formează a treia secțiune a 600-celule începând cu o celulă, un octaedru cu lungimea muchiei √1, evident celula unui 24-celule. Ca parțial umplut până acum (cu 17 celule tetraedrice), acest octaedru √1 are fețe concave în care se potrivește o piramidă triunghiulară scurtă; are același volum ca o celulă tetraedrică regulată dar o formă tetraedrică neregulată. Fiecare celulă octaedrică este alcătuită din 1 + 4 + 12 + 8 = 25 celule tetraedrice: 17 celule tetraedrice regulate plus 8 celule tetraedrice echivalente volumetric, fiecare alcătuită din 6 fragmente de o șesime din 6 celule tetraedrice regulate diferite care se întind pe trei celule octaedrice adiacente.
Astfel, 600-celule cu raza de o unitate este construit direct din predecesorul său, 24-celule cu raza de o unitate, prin plasarea pe fiecare dintre fațetele sale octaedrice a unei piramide octaedrice neregulate trunchiate cu 14 vârfuri construite (în maniera de mai sus) din 25 de celule tetraedrice regulate cu lungimea laturii 1/φ ≈ 0,618.

#### Rotații
600-celule este generat de rotații ale 24-celule în trepte de 36° = 𝜋/5 (arcul unei laturi al unui 600-celule ).
Există 25 de 24-celule înscrise în 600-celule. Prin urmare, există și 25 de 24-celule snub înscrise, 75 de tesseracte înscrise și 75 de 16-celule înscrise.
Un 16-celule (cu 8 vârfuri) are 4 diametre lungi înclinate la 90 ° = 𝜋/2 între ele, adesea luate ca cele 4 axe ortogonale ale sistemului de coordonate.
Un 24-celule (cu 24 de vârfuri) are 12 diametre lungi înclinate la 60° = 𝜋/3 între ele: 3 seturi disjuncte de 4 axe ortogonale, fiecare set cuprinzând diametrele uneia dintre cele 3 16-celule înscrise, rotite izoclinic cu 𝜋/3 unul față de celălalt.
Un 600-celule (cu 120 de vârfuri) are 60 de diametre lungi: nu doar 5 seturi disjuncte de 12 diametre, fiecare cuprinzând unu dintre cele 5 celule înscrise în 24-celule (așa cum am putea suspecta prin analogie), ci 25 de seturi distincte, dar suprapuse, de 12 diametre, fiecare cuprinzând unul din cei 25 de 24-celule înscrise. În 600-celule există 5 24-celule disjuncte, dar nu doar 5: există 10 moduri diferite de a diviza 600-celule în 5 24-celule disjuncte.
Cele 24-celule sunt rotite una față de cealaltă în trepte de 𝜋/5. Distanța de rotație între 24-celulele înscrise este întotdeauna o rotație dublă de la 0 la 4 trepte de 𝜋/5 într-unul dintre planele invariante, combinat cu de la 0 la 4 trepte de 𝜋/5 în planul invariant complet ortogonal. Produsul acestor două rotații simple în 5 trepte produce 25 de moduri distincte în care se pot alege cele 24 de vârfuri ale unui 24-celule dintre cele 120 de vârfuri ale unui 600-celule.

#### Triunghiuri de aur radiale
Un 600-celule poate fi construit radial din 720 de triunghiuri de aur cu lungimi ale laturilor de √0,𝚫, √1 și √1 care se întâlnesc în centrul 4-politopului contribuind cu două raze √1 și o latură √0,𝚫. Acestea formează 1200 de piramide triunghiulare cu apexurile în centru: tetraedre neregulate cu bazele triunghiuri echilaterale cu laturile √0,𝚫 (fețele 600-celulei). De asemenea, formează 600 de piramide tetraedrice cu apexurile în centru: 5-celule neregulate cu bazele tetraedre regulate cu laturile √0,𝚫 (celulele 600-celulei).

### Configurație
Un 600-celule este descris de matricea de configurație de mai jos.. Rândurile și coloanele corespund vârfurilor, laturilor, fețelor și celulelor. Numerele de pe diagonală spun câte din fiecare element apar în întregul 600-celule. Celelalte numere indică câte elemente ale coloanei apar în sau la elementul rândului.
{\displaystyle {\begin{bmatrix}{\begin{matrix}120&12&30&20\\2&720&5&5\\3&3&1200&2\\4&6&4&600\end{matrix}}\end{bmatrix}}}
Mai jos este configurația dezvoltată cu elementele k-fețelor și k-figurilor. Numărul de elemente de pe diagonale reprezintă rapoartele dintre întregul grup Coxeter, 14400, și ordinul subgrupului cu eliminarea oglinzii.
| H4   |  | k-față | fk | f0  | f1  | f2   | f3  | k-fig | Note                       |
| ---- |  | ------ | -- | --- | --- | ---- | --- | ----- | -------------------------- |
| H3   |  | ( )    | f0 | 120 | 12  | 30   | 20  | {3,5} | H4/H3 = 14400/120 = 120    |
| A1H2 |  | { }    | f1 | 2   | 720 | 5    | 5   | {5}   | H4/H2A1 = 14400/10/2 = 720 |
| A2A1 |  | {3}    | f2 | 3   | 3   | 1200 | 2   | { }   | H4/A2A1 = 14400/6/2 = 1200 |
| A3   |  | {3,3}  | f3 | 4   | 6   | 4    | 600 | ( )   | H4/A3 = 14400/24 = 600     |

## Simetrii
Un icosian este un set particular de cuaternioni hamiltonieni cu aceeași simetrie ca și 600-celule. Icosienii se află în „domeniul de aur”, (a + b√5) + (c + d√5)i + (e + f√5)j + (g + h√5)k, unde cele opt variabile sunt numere raționale. Sumele finite ale celor 120 de icosieni unitate formează un inel icosian.
Când sunt interpretate drept cuaternioni, cele 120 de vârfuri ale unui 600-celule formează un grup față de înmulțirea cuaternionilor. Acest grup este adesea numit grupul icosaedric binar și notat cu 2I deoarece este anvelopa dublă a grupului icosaedric I regulat. Apare de două ori în grupul de simetrie de rotație RSG  al unui 600-celule ca subgrup invariant, și anume subgrupul 2IL de înmulțire la stânga a cuaternionilor și ca subgrup 2IR de înmulțire la dreapta a cuaternionilor. Fiecare simetrie de rotație a unui 600-celule este generată de elemente specifice ale 2IL și 2IR; perechea de elemente opuse generează același element al RSG. Centrul RSG constă din rotația nulă Id și inversarea față de centru −Id. Există izomorfismul RSG ≅ (2IL × 2IR) / {Id, -Id}. Ordinul RSG este 120 × 120/2 = 7200.
Grupul icosaedric binar este izomorf cu grupul liniar special SL(2,5).
Grupul de simetrie complet al unui 600-celule este grupul Weyl al H4. Acesta este un grup de ordinul 14400. Se compune din 7200 de rotații și 7200 de rotații-reflexii. Rotațiile formează un subgrup invariant al grupului de simetrie completă. Grupul simetriei de rotație a fost descris de S.L. van Oss.

## Vizualizare
Simetriile suprafeței tridimensionale ale unui 600-celule sunt oarecum dificil de vizualizat datorită atât numărului mare de celule tetraedrice,, cât și faptului că tetraedrul nu are fețe sau vârfuri opuse. Se poate începe prin a observa că 600-celule este dualul unui 120-celule. Se poate observa, de asemenea, că 600-celule 600 conține și vârfurile unui dodecaedru, care cu ceva efort poate fi văzut în majoritatea proiecțiilor de perspectivă de mai jos.

### Uniune de două toruri
La fel ca la 120-celule, structura sa poate fi descompusă în două toruri disjuncte. Deoarece el este dualul unui 600-celule, aceeași structură de toruri duală există și în 600-celule, deși este oarecum mai complexă. Calea geodezică de 10 celule din 120-celule corespunde unei căi decagonale cu 10 vârfuri în 600-celule. Se începe prin asamblarea a cinci tetraedre în jurul unei laturi comune. Această structură arată oarecum ca o „farfurie zburătoare” unghiulară. Se aliniază zece dintre acestea vârf la vârf. Se completează inelul între fiecare „farfurie” cu 10 tetraedre formând un icosaedru. Acest lucru poate fi văzut drept cinci piramide icosaedrice, cu cele cinci goluri inelare umplute și ele. Suprafața este aceeași cu cea a zece antiprisme pentagonale. Acum torul este  compus din 150 de celule, având lungimea de zece laturi și 100 de fețe, 150 de laturi și 50 de vârfuri expuse. Se plasează câte un tetraedru pe fiecare față expusă. Acest lucru va da un tor oarecum colțuros din 250 de celule cu 50 de vârfuri „spre vârf”, 50 de vârfuri „în vale” și 100 de laturi „în vale”. Văile sunt căi închise lungi de 10 laturi și corespund cu alte căi ale decagonului cu 10 vârfuri menționate mai sus. Aceste căi spiralează în jurul căii centrale, dar matematic toate sunt echivalente. Se construiește un al doilea tor identic de 250 de celule care se leagă de primul, rezultând o construcție de 500 de celule. Aceste două toruri se combină împreună, vârfurile „dinspre vârf” ale unuia intră în vârfurile „din vale”, lăsând 100 de goluri tetraedrice care sunt umplute cu restul de 100 de tetraedre care se combină în perechi pe laturile văii. Acest ultim set de 100 de tetraedre se află la limita exactă a duocilindrului și formează un tor Clifford. Ele pot fi „desfășurate” într-o matrice pătrată de 10 × 10. De altfel, această structură formează un strat tetraedric în fagurele tetraedric-octaedric.
| Proiecție stereografică a unui singur inel în formă de elice Boerdijk–Coxeter format din 30 de tetraedre | Proiecție ortogonală în care inelul de 30 de tetraedre se află pe perimetrul 30-gonului |

Există exact 50 de adâncituri pe ambele părți care ale torurilor de 250 de celule. În acest caz, în fiecare adâncitură, în locul unui octaedru, ca în fagure, se potrivește o bipiramidă triunghiulară compusă din două tetraedre.
În continuare, 600-celule poate fi divizat în 20 de inele interconectate disjuncte de câte 30 de celule, lungi cât zece laturi, formând o fibrare Hopf discretă. Aceste lanțuri de câte 30 de tetraedre formează fiecare o elice Boerdijk–Coxeter. Cinci astfel de elice spiralează în jurul fiecăreia dintre căile decagonale prin 10 vârfuri, formând torul de 150 de celule menționat mai sus. Axa centrală a fiecărei elice este o geodezică 30-gonală care nu trece prin niciun vârf.
Această descompunere a 600-celulei are simetria [[10,2+,10]], ordinul 400, aceeași simetrie ca și marea antiprismă. Marea antiprismă este doar un 600-celule cu cele două toruri de câte 150 de celule transformate în toruri de antiprisme pentagonale, lăsând doar singurul strat mijlociu de tetraedre, similar cu centura unui icosaedru cu cele 5 triunghiuri superioare și 5 inferioare eliminate (antiprisma pentagonală).

### Proiecții 2D
Proiecția decagonală H3 arată planul poligonului van Oss.
| H4   | -            | F4      |
| ---- | ------------ | ------- |
| [30] | [20]         | [12]    |
| H3   | A2 / B3 / D4 | A3 / B2 |
| [10] | [6]          | [4]     |

### Proiecții 3D
Un model tridimensional al unui 600-celule din colecția Institutului Henri Poincaré a fost fotografiat în 1934–1935 de Man Ray și a făcut parte din două picturi ale sale ulterioare, "Shakesperean Equation" (în română Ecuația Shakespereană).
| Proiecție cu un vârf în față  | Proiecție cu un vârf în față |
| ----------------------------- | --- |
|                               | Această imagine prezintă o proiecție în perspectivă a 600-celule cu un vârf în față. 600-celule este scalat la o rază la vârf de 1, iar punctul de vedere 4D este plasat la o distanță de 5 unități. Sunt efectuate următoarele modificări: - cele 20 de tetraedre care se întâlnesc în vârful cel mai apropiat de punctul de vedere 4D sunt colorate roșu, se vede clar aranjamentul lor icosaedric; - tetraedrele imediat alăturate acestor 20 de celule sunt colorate galben transparent; - la celulele rămase sunt redate doar contururile; - celulele care sunt îndreptate în alte direcții decât cea a punctului de vedere (acelea care se află pe „fața îndepărtată” a 600-celulei) sunt eliminate pentru a clarifica imaginea.                                       |
| Proiecție cu o celulă în față | |
|                               | Această imagine prezintă o proiecție în perspectivă a 600-celule cu o celulă în față. Din nou, 600-celule este scalat la o rază la vârf de 1, iar punctul de vedere 4D este plasat la o distanță de 5 unități. Sunt efectuate următoarele modificări: - cea mai apropiată celulă de punctul de vedere 4D este situată în centrul imaginii și colorată roșu; - celulele care o înconjoară (având în comun cel puțin 1 vârf) sunt colorate galben transparent; - la celulele rămase sunt redate doar contururile; - celulele care sunt îndreptate în alte direcții decât cea a punctului de vedere sunt eliminate pentru a clarifica imaginea. Acest punct de vedere particular arată spre partea din față a imaginii un contur de 5 tetraedre care au în comun câte o latură. |
| Rotație simplă                | |
|                               | Proiecție a unui 600-celule executând o rotație simplă. |
| Anvelope concentrice          | |
|                               | Un 600-celule proiectat utilizând o bază ortonormală. Vârfurile sunt sortate și calculate după norma lor 3D. Generarea corpului din ce în ce mai transparent al fiecărui set de norme înalte arată perechi de: 1) puncte în origine 2) icosaedre 3) dodecaedre 4) icosaedre 5) un singur icosidodecaedru la un total de 120 de vârfuri. |

Comparație animată sincronizată a cadrelor unui 600-celule într-o proiecție izometrică (stânga) și una în perspectivă (dreapta).
| Proiecție stereografică (pe o 3-sferă) | Proiecție stereografică (pe o 3-sferă) |
| -------------------------------------- | --- |
|                                        | Centrat pe celulă. Cele 720 de laturi ale 600-celulei pot fi văzute aici ca 72 de cercuri, fiecare divizată în 10 laturi în intersecții. În fiecare vârf se intersectează 6 cercuri. |

## 600-celule diminuat
24-celule snub poate fi obținut din 600-celule prin eliminarea vârfurilor unui 24-celule înscris și construind anvelopa convexă a vârfurilor rămase. Procesul este o diminuare a 600-celulei.
Larga antiprismă poate fi obținut printr-o altă diminuare a 600-celulei: eliminarea a 20 de vârfuri care se află pe două inele reciproc ortogonale și construirea anvelopei convexe a vârfurilor rămase.
Un 600-celule bi-24-diminuat, cu toate celulele în formă de icosaedru tridiminuat are 48 de vârfuri eliminate, rămânând 72 din cele 120 de vârfuri ale 600-celulei. Dualul unui 600-celule bi-24-diminuat este un 600-celule tri-24-diminuat, cu 48 de vârfuri și 72 de celule hexaedrice.
În total există 314 248 344 de diminuări ale 600-celulei prin vârfuri neadiacente. Toate acestea constau din celule tetraedrice și icosaedrice regulate.
| Vârfuri                    | 48                                             | 72                                   | 96                                   | 100                                  | 120                           |
| Figura vârfului (simetrie) | dualul icosaedrului tridiminuat ([3], ordin 6) | antipană tetragonală ([2]+, ordin 2) | icosaedru tridiminuat ([3], ordin 6) | icosaedru tridiminuat ([2], ordin 4) | Icosaedru ([5,3], ordin 120)  |
| Simetrie                   | Ordin 144 (48×3 or 72×2)                       | Ordin 144 (48×3 or 72×2)             | [3+,4,3] Ordin 576 (96×6)            | [[10,2+,10]] Ordin 400 (100×4)       | [5,3,3] Ordin 14400 (120×120) |
| Desfășurată                |                                                |                                      |                                      |                                      |                               |
| Orto plan H4               |                                                |                                      |                                      |                                      |                               |
| Orto plan F4               |                                                |                                      |                                      |                                      |                               |

## Poligoane complexe asociate
Politopurile complexe regulate 3{5}3,  și 5{3}5, , din {\displaystyle \mathbb {C} ^{2}} au o reprezentare reală ca 600-celule. Ambele au 120 de vârfuri  și 120 de laturi. Primul grup de reflexii complex 3[5]3, ordinul 360, și al doilea au simetria 5[3]5, ordin 600.
| Politop complex regulat în proiecția ortogonală a planului Coxeter H4 | Politop complex regulat în proiecția ortogonală a planului Coxeter H4 | Politop complex regulat în proiecția ortogonală a planului Coxeter H4 |
| --------------------------------------------------------------------- | --------------------------------------------------------------------- | --------------------------------------------------------------------- |
| {3,3,5} Ordin 14400                                                   | 3{5}3 Ordin 360                                                       | 5{3}5 Ordin 600                                                       |

## Politopuri și faguri asociați
600-celule este unul dintre cele 15 politopuri regulați și uniformi cu aceeași simetrie [3,3,5]:
|            |                       |                      |                     |                        |                           |                           |                          |
|            |                       |                      |                     |                        |                           |                           |                          |
| 600-celule | 600-celule rectificat | 600-celule trunchiat | 600-celule cantelat | 600-celule bitrunchiat | 600-celule cantitrunchiat | 600-celule runcitrunchiat | 600-celule omnitrunchiat |
|            |                       |                      |                     |                        |                           |                           |                          |
| {3,3,5}    | r{3,3,5}              | t{3,3,5}             | rr{3,3,5}           | 2t{3,3,5}              | tr{3,3,5}                 | t0,1,3{3,3,5}             | t0,1,2,3{3,3,5}          |

Este similar cu trei 4-politopuri regulate: 5-celule {3,3,3}, 16-celule {3,3,4} din spațiul euclidian cvadridimensional și cu fagurele tetraedric de ordinul 6 {3,3,6} din spațiul hiperbolic. Toți aceștia au celule tetraedrice.
| Imagine         |           |           |           |           |           |           |           |
| Figura vârfului | · {3,3} · | · {3,4} · | · {3,5} · | · {3,6} · | · {3,7} · | · {3,8} · | · {3,∞} · |

Acest 4-politop face parte dintr-o secvență de 4-politopuri și faguri cu figura vârfului icosaedrică:
| Politopuri {p,3,5} | Politopuri {p,3,5} | Politopuri {p,3,5} | Politopuri {p,3,5} | Politopuri {p,3,5} | Politopuri {p,3,5} | Politopuri {p,3,5} | Politopuri {p,3,5} |
| Spațiu             | S3                 | H3                 | H3                 | H3                 | H3                 | H3                 | H3                 |
| Formă              | Finit              | Compact            | Compact            | Paracompact        | Necompact          | Necompact          | Necompact          |
| Nume               | {3,3,5} ·          | {4,3,5} ·          | {5,3,5} ·          | {6,3,5} ·          | {7,3,5} ·          | {8,3,5} ·          | ... {∞,3,5} ·      |
| ------------------ | ------------------ | ------------------ | ------------------ | ------------------ | ------------------ | ------------------ | ------------------ |
| Imagine            |                    |                    |                    |                    |                    |                    |                    |
| Celule             | · {3,3} ·          | · {4,3} ·          | · {5,3} ·          | · {6,3} ·          | · {7,3} ·          | · {8,3} ·          | · {∞,3} ·          |